# 姚来英
姚来英（1966年12月—），男，汉族，河北任丘人，中华人民共和国政治人物。中共十九大代表。

## 生平
1989年毕业于山东大学经济系经济学专业。2018年1月任天津市人民政府副市长。2019年10月任中共湖南省委常委、湖南省人民政府国有资产监督管理委员会党委书记。2021年6月任国家税务总局副局长。